# Grand Bassam
Grand Bassam – miasto na Wybrzeżu Kości Słoniowej (Region Sud-Comoé) nad Oceanem Atlantyckim. Ma 79 tys. mieszkańców (2008). Znajduje się tutaj port handlowy, rafineria ropy naftowej. Gospodarka miasta opiera się poza tym na przemyśle drzewnym, materiałów budowlanych i rybnym.

## Historia
Miasto jest pierwszą stolicą francuskiej kolonii, obecnie Wybrzeża Kości Słoniowej (1893–1900). Przez wiele lat funkcjonowało jako jedno z największych miast portowych na wybrzeżu Zatoki Gwinejskiej. Gdy w 1899 roku podczas epidemii żółtej gorączki zmarła większość mieszkających tu osadników, podjęto decyzję o przeniesieniu stolicy do Bingerville.
W 2012 roku zabytkowe, kolonialne budynki Grand Bassam zostały wpisane na listę światowego dziedzictwa UNESCO.